# 国家基幹技術
国家基幹技術（こっかきかんぎじゅつ）は総合科学技術会議が選択した国家として『国家的な大規模プロジェクトとして基本計画期間中に集中的に投資すべき基幹技術』

## 科学技術基本計画
2006年3月に策定された第3期科学技術基本計画において、『国家的な大規模プロジェクトとして基本計画期間中に集中的に投資すべき基幹技術』として総合科学技術会議が精選する技術として国家基幹技術が定義されている。
総合科学技術会議は、各府省が出してきた科学技術関係施策の概算要求に対し優先度を判定し、予算・人材等の資源配分の方針を決める 。総合科学技術会議は各省庁に対し、意見具申や諮問に対する答申などを行うことはできる が、強制力をもっているわけではない。総合科学技術会議は、長期的視点で科学技術政策を実行するための科学技術基本計画の策定と実行に責任を有している。

## 国家基幹技術
国家基幹技術としては以下の5つがあげられている
- 次世代スーパーコンピュータ
  - この基本計画の中で、次世代スーパーコンピュータは、『多額の経費を要し、広く供用することが世界最高水準の成果の創出につながるべきであるため、[…]国が責任を持って整備・共用を推進すべき』 とある。

- X線自由電子レーザー
- 高速増殖炉サイクル技術
- 宇宙輸送システム
- 海洋地球観測探査システム

## 政策評価
国家基幹技術を定める総合科学技術会議は、『我が国全体の科学技術を俯瞰し、各省より一段高い立場から、総合的・基本的な科学技術政策の企画立案及び総合調整を行うことを目的とし、平成13年(2001年)1月[…]内閣府に設置された』。

よって、各々の科学技術関連施策の実施は各々の府省にまかされ、それらは政策評価法により評価されることになるので、国家基幹技術の選定行為自体は評価対象にならない。

## 選定基準
次世代スーパーコンピュータの事業仕分けの際の行政刷新会議の評価コメントにも『一旦総合科学技術会議なりに戻して、何を実現するために何が必要かを見直すべき。ハードの戦いではなく、ソフトの戦いをするべき』とあるように、なぜ現在米国に大きく立ち遅れているソフト・サービス分野が国家基幹技術に選ばれないまま次世代スーパーコンピュータ開発なのか、という説明はない。総合科学技術会議において、次世代スーパーコンピュータの開発を国家基幹技術と判断したことに対し、きちんと評価が行われ、それがフィードバックされているかどうかどうかについては不明である。